# Sebastian Croft
Sebastian Theodore Kemble Croft (16 december 2001) is een Brits acteur. Hij begon zijn carrière als jeugdacteur op het podium. Later maakte hij zijn televisiedebuut als een jonge Eddard Stark in Game of Thrones (2016).  Hij werd genomineerd voor een BAFTA Children's Award  voor zijn rol als Atti in Horrible Histories: The Movie - Rotten Romans (2019).  Als stemacteur werkte hij onder anderen aan de film Where Is Anne Frank (2021), "Ice", een aflevering van de Netflix-anthologie Love, Death & Robots (2021) en vertolkte hij stemoptie één voor het player character in het computerspel Hogwarts Legacy. Sinds 2022 speelt hij Ben Hope in de Netflix-serie Heartstopper . 

## Biografie
Croft werd geboren op 16 december 2001.  Hij begon met het volgen van acteerlessen bij de Abingdon-on-Thames- vestiging van Stagecoach toen hij zeven was  en volgde later lessen aan Michael Xavier 's MX Masterclass, waarvan Croft nu beschermer is.  Hij volgde de preparatory school aan de Dragon School, Oxford  en woonde St Edward's School, Oxford bij voor zijn GCSE's .  Hij voltooide zijn A Levels in Engels, filosofie en film. 

## Carrière

### Theater
Croft maakte zijn West End- podiumdebuut in 2010 in Sam Mendes' productie Oliver! ( Theatre Royal Drury Lane).  In 2011 werd hij gecast als Gavroche in de musical Les Misérables (Queen's Theatre). Croft werd later door producer Cameron Mackintosh gevraagd om terug te keren naar Oliver! Dit keer speelde hij anderhalf jaar lang de titelrol. In 2013 speelde Croft Tommy in de Royal Shakespeare Company-productie Matilda (Cambridge Theatre).  Zijn laatste musicaloptreden als jongere was in de titelrol van de wereldpremière van The Secret Diary of Adrian Mole ( Leicester Curve). Enkele van zijn prominente musicalworkshops zijn onder meer: I Can't Sing, The Secret Diary of Adrian Mole, Bumblescratch,  Danny Hero en The Braille Legacy .  Ook was hij te zien in een aantal eenmalige concerten en optredens. Enkele hiervan zijn: Rags: The Musical (Lyric Theatre)  en A Charity Concert With Emeli Sande and Laura Wright . In juni 2016 verscheen Croft in de West End Live-presentatie van Bumblescratch op Trafalgar Square. 
In 2014 was de stem van Croft te horen in de National Theatre Live-productie van Coriolanus (Donmar Warehouse) met Tom Hiddleston .  Croft was in het toneelstuk Emil and The Detectives ( National Theatre) te zien als titelrol Emil Tischbein. In 2016 werd Croft gecast voor de rol van Prins Arthur in Trevor Nunns productie van Shakespeares King John (Rose Theatre), waarvoor Croft veel lof ontving van de nationale pers. 
In 2023 verscheen Croft voor het eerst in acht jaar op het podium in Amy Herzogs toneelstuk 4000 Miles in het Minerva Theatre, Chichester in het Chichester Festival Theatre, met  Eileen Atkins.

### Film en televisie
In 2016 was Croft te zien in de ITV- en Fox -serie Houdini and Doyle en in de Sky Atlantic- en Showtime -serie Penny Dreadful. Croft kwam verder op de voorgrond te staan door zijn vertolking van de rol van een jonge Eddard Stark (gespeeld door Sean Bean als volwassene en Robert Aramayo als jongvolwassene) in het zesde seizoen van de HBO- serie Game of Thrones . 
Croft maakte in 2017 zijn langspeelfilmdebuut als een jonge David Logan in The Hippopotamus . In 2019 verscheen hij in de film Music, War and Love als een jonge Robert Pulaski en in Horrible Histories: The Movie - Rotten Romans als Atti. Die laatste leverde hem een BAFTA Children's Award- nominatie op in de categorie Young Performer. 
Croft sprak de stem van Peter van Daan in in de geanimeerde fantasiefilm Where Is Anne Frank, die op het filmfestival van Cannes in 2021 in première ging. Hij was ook te horen in Volume II van de Netflix- geanimeerde anthologie Love, Death & Robots in de aflevering "Ice", die een Creative Arts Emmy Award heeft gewonnen. Croft en Ty Tennant werden samen gecast als de Dead Boy Detectives Charles Rowland en Edwin Paine in het derde seizoen van de DC Universe -serie Doom Patrol . 
In april 2021 werd aangekondigd dat Croft de rol van Ben Hope zou gaan vertolken in de Netflix serie Heartstopper (2022-heden), gebaseerd op de gelijknamige webcomic en graphic novel van Alice Oseman .  Later dat jaar speelde hij in de horror-fantasiefilm Dampyr, die op 28 oktober 2022 in Italië is uitgebracht.  Croft is binnenkort te zien in How to Date Billy Walsh, een romcom voor jongvolwassenen, op Amazon Prime . 

## Privé
Croft heeft dyslexie .  Voor de LHBT Pride-maand in 2022 tweette Croft dat hij een T-shirt had ontworpen met twee kussende homoseksuele dinosaurussen erop, "om iedereen eraan te herinneren dat Queer er altijd is geweest". Het geld dat de verkoop van de T-shirts zou opleveren, zou naar Choose Love en Rainbow Railroad gaan – twee goede doelen die LHBT-vluchtelingen helpen.

## Filmografie

### Film
| Jaar | Titel                                         | Rol                  | Opmerkingen                  |
| ---- | --------------------------------------------- | -------------------- | ---------------------------- |
| 2017 | The Hippopotamus                              | Jonge David Logan    |                              |
| 2019 | Horrible Histories: The Movie - Rotten Romans | Atti                 |                              |
| 2019 | I'll Find You                                 | Jonge Robert Pulaski | Voorheen Music, War and Love |
| 2021 | Where Is Anne Frank                           | Peter van Daan       | Stem                         |
| 2021 | School's Out Forever                          | Pugh                 |                              |
| 2022 | Dampyr                                        | Yuri                 |                              |
| 2023 | Wonderwell                                    | Daniele              |                              |
| 2024 | How to Date Billy Walsh                       | Archie               |                              |

### Televisie
| Jaar       | Titel                | Rol                | Opmerkingen                      | Ref.   |
| ---------- | -------------------- | ------------------ | -------------------------------- | ------ |
| 2016       | Houdini & Doyle      | Newsie             | Aflevering: "Spring-Heel'd Jack" |        |
| 2016       | Game of Thrones      | Jonge Eddard Stark | 2 afleveringen                   | [ 1 ]  |
| 2016       | Penny Dreadful       | Boy Familiar       | 4 afleveringen                   | [ 1 ]  |
| 2021       | Love, Death & Robots | Fletcher           | Aflevering "Ice"                 |        |
| 2021       | Doom Patrol          | Charles Rowland    | Aflevering: "Dead Patrol"        | [ 18 ] |
| 2022-heden | Heartstopper         | Ben Hope           | 6 afleveringen                   | [ 4 ]  |

### Muziekvideo's
| Jaar | Liedje                    | Artiest                       | Opmerkingen | Ref.   |
| ---- | ------------------------- | ----------------------------- | ----------- | ------ |
| 2014 | "Baby, It's Cold Outside" | Michael Bublé en Idina Menzel |             | [ 25 ] |

### Computerspellen
| Jaar | Videogame       | Karakter                       | ref    |
| ---- | --------------- | ------------------------------ | ------ |
| 2023 | Hogwarts Legacy | Hoofdpersoon (mannelijke stem) | [ 26 ] |

## Prijzen en nominaties
| Jaar | Prijs                             | Categorie       | Genomineerd werk                              | Resultaat   | Ref. |
| ---- | --------------------------------- | --------------- | --------------------------------------------- | ----------- | ---- |
| 2019 | British Academy Children's Awards | Young Performer | Horrible Histories: The Movie – Rotten Romans | Genomineerd |      |